# Хайнрих, Йорг
Йорг Ха́йнрих (нем. Jörg Heinrich, Ратенов) — немецкий футболист, провёл более 30 игр в составе национальной сборной, победитель Лиги чемпионов в составе дортмундской «Боруссии».

## Карьера

### Клубная
Йорг Хайнрих начал свою карьеру в любительских клубах ГДР. На профессиональном уровне он дебютировал в 1994 году в составе «Фрайбурга», сразу став одним из лидеров команды, Хайнрих вскоре перешёл в сильнейший на то время немецкий клуб дортмундскую «Боруссию». В составе «Боруссии» прошли лучшие годы Хайнриха, вместе с ней он дважды становился чемпионом Германии, побеждал в Лиге чемпионов и Межконтинентальном кубке. После «Боруссии» карьера Хайнриха практически закончилась, проведя ещё один сезон в «Кёльне», затем он играл за любительские и ветеранские команды.

### В сборной
В составе национальной сборной Йорг Хайнрих дебютировал 21 июня 1995 года в матче со сборной Италии. Всего, в период с 1995-го по 2002-й годы он провел 37 матчей за сборную и забил 2 гола. Хайнрих был в составе немецкой команды на чемпионате мира-1998 и Кубке конфедераций — 1999.
Отказался от вызова в сборную в канун чемпионата мира 2002 года.

## Достижения
- Победитель Лиги чемпионов (1): 1997
- Финалист Кубка УЕФА (1): 2002
- Победитель Межконтинентального кубка (1): 1997
- Чемпион Германии (2): 1996, 2002
- Бронза чемпионата Италии (1): 1999